# Kora (Mali)
Kora é uma aldeia e sede do comuna de Sougoulbe na Cercle de Tenenkou na Mopti (Região) do centro-sul do Mali.